# Amt Dissen
Das Amt Dissen war ein historisches Verwaltungsgebiet des Königreichs Hannover.

## Geschichte
Das nur kurzlebige Amt wurde im Zuge der Verwaltungsreform von 1852 aus Teilen des bisherigen Amts Iburg gebildet. Sitz der Amtsverwaltung war Iburg. Bereits 1859 wurde es wieder aufgehoben und in das Amt Iburg eingegliedert.

## Amtmann
- 1852–1859: Friedrich Eduard Meyer, Amtsassessor (auftragsweise)